# 齐侯剡
齐侯剡（？—前375年），又称田侯剡，本名田剡，齊太公田和之子，田氏齐国第二任君主。

## 生平
前379年齊康公死，田氏併其食邑，太公望至此絕祀。
《史記》未載他的生平。《竹書紀年》稱：“齊康公五年，田侯午生。二十二年，田侯剡立。後十年，齊田午弒其君及孺子喜而為公。”可以知道田剡被田午所弒。前374年田午即位，是為田齊桓公。

## 其他
学者董珊在《讀清華簡〈繫年〉》中认为其中记载的陳淏和齐侯剡为一人，「淏」可以讀為「剡」。一般說法為陳淏與田午是兄弟，可他們年齡差距似稍嫌大。也有學者認為陳淏是《呂氏春秋·順民》篇中记载的「鴞子」。